# Cmentarz żydowski w Szprotawie
Cmentarz żydowski w Szprotawie – został założony pod koniec XIX wieku i zajmuje powierzchnię 0,3 ha, na której zachowało się czternaście nagrobków, w tym okazały grobowiec rodziny Oppenheimów. Cmentarz znajduje się przy ul. Kraszewskiego.

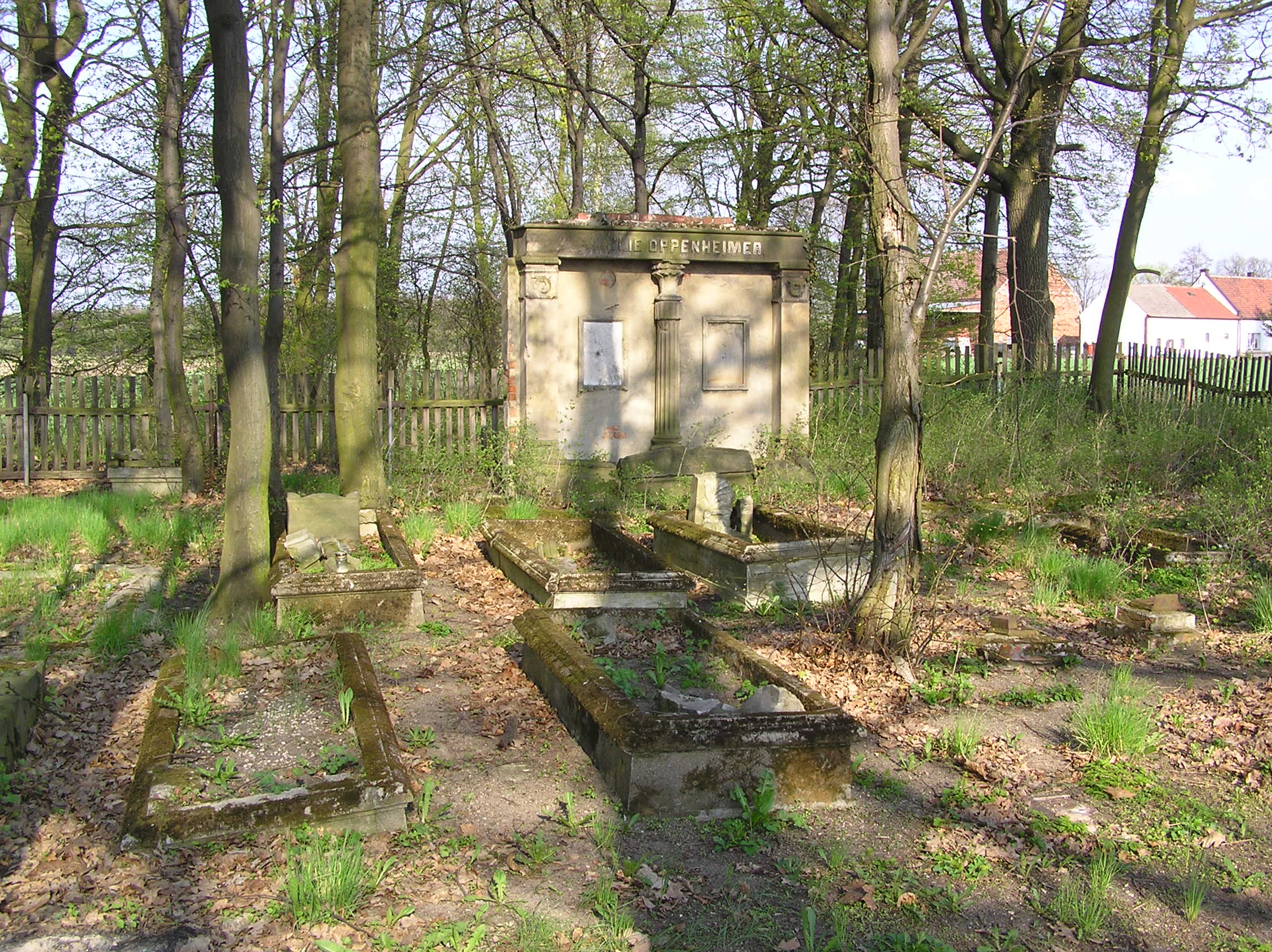
Cmentarz żydowski w Szprotawie wraz z grobowcem rodziny Oppenheimer